# سيجوريور سيجورجونسون
سيجوريور سيجورجونسون (بالآيسلندية: Sigurður Sigurjónsson)‏ هو كاتب سيناريو وممثل أيسلندي، ولد في 6 يوليو 1955 بلندن في المملكة المتحدة.

## وصلات خارجية
- سيجوريور سيجورجونسون على موقع IMDb (الإنجليزية)
- سيجوريور سيجورجونسون على موقع ألو سيني (الفرنسية)
- سيجوريور سيجورجونسون على موقع ميوزك برينز (الإنجليزية)
- سيجوريور سيجورجونسون على موقع أول موفي (الإنجليزية)
- سيجوريور سيجورجونسون على موقع قاعدة بيانات الأفلام السويدية (السويدية)
- سيجوريور سيجورجونسون على موقع قاعدة بيانات الفيلم (الإنجليزية)
- سيجوريور سيجورجونسون على موقع كينوبويسك (الروسية)